# HD 210221
HD 210221，又名BD+52 3114，SAO 34076、HR 8443，是一颗恒星，视星等为6.14，位于銀經99.84，銀緯-2.05，其B1900.0坐标为赤經22h 3m 43.3s，赤緯+52° -2.05′ 7″。